# Taxiarchis Fountas
Taxiarchis Fountas (Mesolongi, 4 september 1995) (Grieks: Ταξιάρχης Φούντας) is een Grieks voetballer die bij voorkeur als vleugelspeler speelt. Hij verruilde medio 2024 Trabzonspor voor OFI Kreta.

## Clubcarrière
Op 17 maart 2012 maakte Fountas zijn debuut in het betaald voetbal voor AEK Athene tegen Asteras Tripoli. Hij was toen 16 jaar, 6 maanden en 13 dagen oud. Daarmee werd hij de jongste speler in de geschiedenis van de club. Hij speelde 31 minuten mee in dat duel. Hij kreeg zijn eerste basisplaats op de laatste speeldag van het seizoen tegen Doxa Drama. Hij speelde de volledige wedstrijd mee. Op 28 oktober 2012 maakte hij zijn eerste doelpunt tegen Platanias. Met zijn 17 jaar en 54 dagen werd hij zo ook de jongste doelpuntenmaker in de geschiedenis van AEK. Op 18 oktober 2012 scoorde hij opnieuw tegen Veria. Op 3 november 2012 maakte hij zijn derde doelpunt van het seizoen tegen PAS Giannina. Hij werd tevens uitgeroepen tot man van de wedstrijd. Met vier doelpunten werd Fountas clubtopscorer van het seizoen 2012/13. AEK Athene eindigde het seizoen op een zeventiende plaats en degradeerde zo uit de hoogste divisie van Griekenland. AEK liet Fountas na de degradatie vertrekken: in juli 2013 tekende hij transfervrij een contract bij de Oostenrijkse club Red Bull Salzburg. Het vierjarige contract kwam pas tot stand nadat Fountas enige tijd bij de club reeds had getraind, omdat er problemen waren met zijn speelgerechtigdheid. Fountas werd door Salzburg direct uitgeleend aan FC Liefering, waarvoor hij zes wedstrijden speelde in het seizoen 2013/14. In dezelfde jaargang speelde Fountas zeven duels op huurbasis van SV Grödig. In augustus 2014 leende Salzburg hem voor een seizoen uit aan Panionios, waardoor hij na één seizoen weer terugkeerde in de Griekse competitie. Bij Panionios speelde Fountas 26 competitiewedstrijden en zeven duels in de strijd om de Griekse voetbalbeker, waarin hij vier doelpunten maakte en vijf assists leverde.

## Interlandcarrière
Fountas kwam uit voor Griekenland op meerdere jeugdniveaus. In 2015 speelde hij één interland in het Grieks voetbalelftal onder 21. Op 13 juni 2015 maakte Fountas zijn debuut in het Grieks voetbalelftal in de met 2–1 verloren EK-kwalificatiewedstrijd tegen de Faeröer. Hij verving in de 81ste minuut Panagiotis Kone en zag drie minuten later Sokratis Papastathopoulos het aansluitingsdoelpunt maken, maar dat bleek onvoldoende. Hij speelde zijn tweede interland drie dagen later, een oefeninterland in en tegen Polen (0–0 gelijkspel).